# Goldpunkt-Puppenräuber
Der Goldpunkt-Puppenräuber (Calosoma auropunctatum) ist ein Käfer aus der Familie der Laufkäfer (Carabidae) und gehört zur Gattung der Puppenräuber (Calosoma). Früher wurde die Art als Unterart C. maderae auropunctatum des Calosoma maderae bezeichnet.

## Merkmale
Die Tiere werden 18 bis 30 Millimeter lang und haben eine kupfrige bis schwarze Grundfarbe. Auf ihren fein strukturierten Deckflügeln verlaufen jeweils drei Reihen von rotgoldenen oder grünen Punkten. Anders als bei den anderen Arten der Gattung haben die Goldpunkt-Puppenräuber stark gekrümmte Schienen (Tibiae) an den mittleren und hinteren Beinen.

## Vorkommen
Die Tiere kommen in Europa, außer im Westen und Südwesten, östlich über Kleinasien und Zentralasien bis in die Mongolei und den Westen der Volksrepublik China vor. Die Art ist in Deutschland, abgesehen von einigen Gegenden Brandenburgs, sehr selten und deswegen als stark gefährdet ausgewiesen. Sie leben auf sandigen und lehmigen Äckern, trockenen Wiesen, in Gebüschen  oder in Heiden.

## Lebensweise
Anders als die anderen Puppenräuber-Arten klettert der Goldpunkt-Puppenräuber nicht auf Bäume, sondern jagt ausschließlich am Boden. Er ist ein guter Läufer und jagt tagsüber Schmetterlingsraupen, Käferlarven und Schnecken. Die Überwinterung erfolgt als Imago.